# Túmulo de Antenor

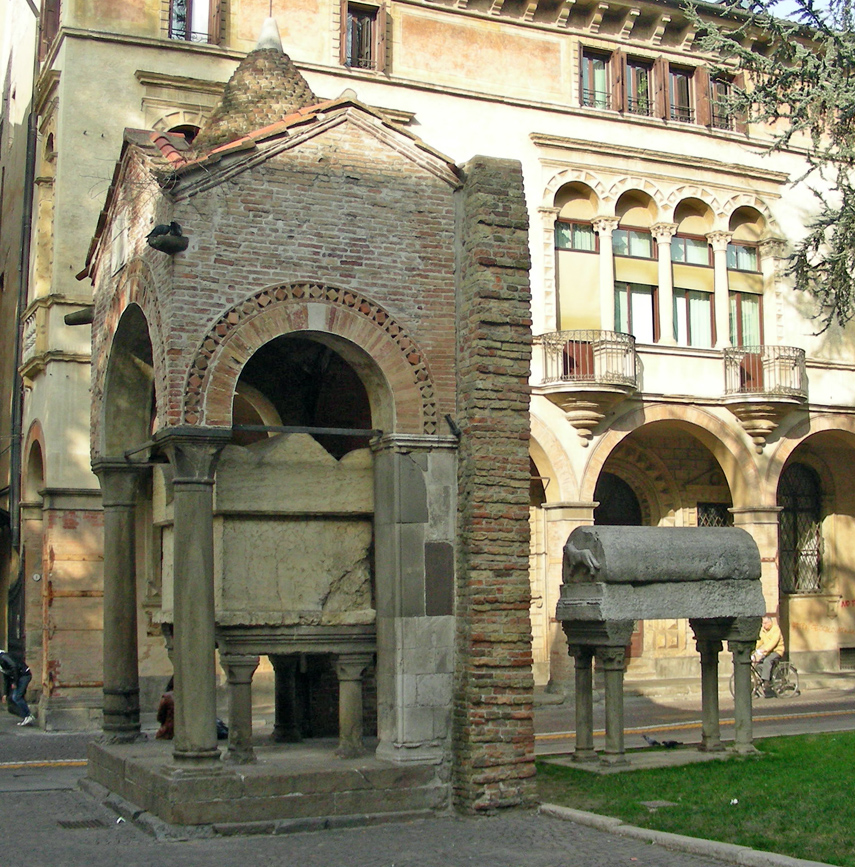
Túmulo de Antenor

O Túmulo de Antenor, também chamada de Sepulcro de Antenore, é um monumento do século 13 criado para homenagear um sarcófago antigo desenterrado, alegado ser o do guerreiro e conselheiro troiano Antenor, o lendário fundador de Pádua ; está localizado na Piazza Antenore, em Pádua, região de Veneto, Itália.
Em 1995, durante as restaurações, uma abertura no centro do sarcófago revelou um caixão perturbado com vários ossos, incluindo um crânio, um fémur feminino e até alguns ossos de animais. A datação por carbono de um fragmento de osso encontrada data consistente com o final do Império Romano, ou seja, os séculos III ou IV.